# Redon Xhixha
Redon Xhixha (Laç, 14 luglio 1998) è un calciatore albanese, attaccante del CR Belouizdad.

## Carriera

### Club
Cresciuto nelle giovanili del Laçi, fa il suo debutto nella massima serie albanese nel 2017.
Il 24 gennaio 2023 viene acquistato a titolo definitivo dalla squadra azera del Qarabağ per 550 mila euro, con cui firma un contratto di 3 stagioni e mezzo con scadenza il 30 giugno 2026.

### Nazionale
Debutta con la maglia della nazionale albanese Under-21 il 7 giugno 2019 nella partita valida per le qualificazioni all'Europeo 2021, pareggiata per 2 a 2 contro la Turchia Under-21.
Nel 2022 ha esordito in nazionale maggiore.

## Statistiche

### Presenze e reti nei club
Statistiche aggiornate al 10 novembre 2024.
| Stagione        | Squadra         | Campionato      | Campionato | Campionato | Coppe nazionali | Coppe nazionali | Coppe nazionali | Coppe continentali | Coppe continentali | Coppe continentali | Altre coppe | Altre coppe | Altre coppe | Totale | Totale |
| Stagione        | Squadra         | Comp            | Pres       | Reti       | Comp            | Pres            | Reti            | Comp               | Pres               | Reti               | Comp        | Pres        | Reti        | Pres   | Reti   |
| --------------- | --------------- | --------------- | ---------- | ---------- | --------------- | --------------- | --------------- | ------------------ | ------------------ | ------------------ | ----------- | ----------- | ----------- | ------ | ------ |
| 2017-2018       | Laçi            | KS              | 29         | 4          | CA              | 7               | 7               | -                  | -                  | -                  | -           | -           | -           | 36     | 11     |
| 2018-2019       | Laçi            | KS              | 33         | 5          | CA              | 4               | 0               | UEL                | 2                  | 0                  | SA          | 1           | 1           | 40     | 6      |
| 2019-2020       | Laçi            | KS              | 35         | 12         | CA              | 2               | 1               | UEL                | 2                  | 0                  | -           | -           | -           | 39     | 13     |
| 2020-2021       | Laçi            | KS              | 32         | 5          | CA              | 2               | 0               | UEL                | 2                  | 0                  | -           | -           | -           | 36     | 5      |
| Totale Laçi     | Totale Laçi     | Totale Laçi     | 129        | 26         |                 | 15              | 8               |                    | 6                  | 0                  |             | 1           | 1           | 151    | 35     |
| 2021-2022       | Tirana          | KS              | 29         | 14         | CA              | 4               | 4               | -                  | -                  | -                  | -           | -           | -           | 33     | 18     |
| 2022-gen. 2023  | Tirana          | KS              | 17         | 11         | CA              | 0               | 0               | UCL+UECL           | 2+2                | 1+1                | SA          | 1           | 1           | 22     | 14     |
| Totale Tirana   | Totale Tirana   | Totale Tirana   | 46         | 25         |                 | 4               | 4               |                    | 4                  | 2                  |             | 1           | 1           | 55     | 32     |
| gen.-giu. 2023  | Qarabağ         | PL              | 13         | 1          | CA              | 0               | 0               | UCL+UEL+UECL       | 0+0+2              | 0                  | -           | -           | -           | 15     | 1      |
| 2023-2024       | Qarabağ         | PL              | 20         | 2          | CA              | 3               | 0               | UCL+UEL            | 4+10               | 5+0                | -           | -           | -           | 37     | 7      |
| 2024-2025       | Qarabağ         | PL              | 7          | 2          | CA              | 0               | 0               | UCL+UEL            | 2+0                | 1                  | -           | -           | -           | 9      | 3      |
| Totale Qarabağ  | Totale Qarabağ  | Totale Qarabağ  | 40         | 5          |                 | 3               | 0               |                    | 18                 | 6                  |             | -           | -           | 61     | 11     |
| Totale carriera | Totale carriera | Totale carriera | 215        | 56         |                 | 22              | 12              |                    | 28                 | 8                  |             | 2           | 2           | 267    | 78     |

### Cronologia presenze e reti in nazionale
| Cronologia completa delle presenze e delle reti in nazionale ― Albania | Cronologia completa delle presenze e delle reti in nazionale ― Albania | Cronologia completa delle presenze e delle reti in nazionale ― Albania | Cronologia completa delle presenze e delle reti in nazionale ― Albania | Cronologia completa delle presenze e delle reti in nazionale ― Albania | Cronologia completa delle presenze e delle reti in nazionale ― Albania | Cronologia completa delle presenze e delle reti in nazionale ― Albania | Cronologia completa delle presenze e delle reti in nazionale ― Albania |
| Data                                                                   | Città                                                                  | In casa                                                                | Risultato                                                              | Ospiti                                                                 | Competizione                                                           | Reti                                                                   | Note                                                                   |
| ---------------------------------------------------------------------- | ---------------------------------------------------------------------- | ---------------------------------------------------------------------- | ---------------------------------------------------------------------- | ---------------------------------------------------------------------- | ---------------------------------------------------------------------- | ---------------------------------------------------------------------- | ---------------------------------------------------------------------- |
| 26-10-2022                                                             | Abu Dhabi                                                              | Arabia Saudita                                                         | 1 – 1                                                                  | Albania                                                                | Amichevole                                                             | -                                                                      | 47’                                                                    |
| 9-11-2022                                                              | Marbella                                                               | Qatar                                                                  | 1 – 0                                                                  | Albania                                                                | Amichevole                                                             | -                                                                      | 81’                                                                    |
| Totale                                                                 |                                                                        | Presenze                                                               | 2                                                                      |                                                                        | Reti                                                                   | 0                                                                      |                                                                        |

| Cronologia completa delle presenze e delle reti in nazionale ― Albania under 21 | Cronologia completa delle presenze e delle reti in nazionale ― Albania under 21 | Cronologia completa delle presenze e delle reti in nazionale ― Albania under 21 | Cronologia completa delle presenze e delle reti in nazionale ― Albania under 21 | Cronologia completa delle presenze e delle reti in nazionale ― Albania under 21 | Cronologia completa delle presenze e delle reti in nazionale ― Albania under 21 | Cronologia completa delle presenze e delle reti in nazionale ― Albania under 21 | Cronologia completa delle presenze e delle reti in nazionale ― Albania under 21 |
| Data                                                                            | Città                                                                           | In casa                                                                         | Risultato                                                                       | Ospiti                                                                          | Competizione                                                                    | Reti                                                                            | Note                                                                            |
| ------------------------------------------------------------------------------- | ------------------------------------------------------------------------------- | ------------------------------------------------------------------------------- | ------------------------------------------------------------------------------- | ------------------------------------------------------------------------------- | ------------------------------------------------------------------------------- | ------------------------------------------------------------------------------- | ------------------------------------------------------------------------------- |
| 7-6-2019                                                                        | Istanbul                                                                        | Turchia under 21                                                                | 2 – 2                                                                           | Albania under 21                                                                | Qual. Europeo Under-21 2021                                                     | -                                                                               | 85’                                                                             |
| Totale                                                                          |                                                                                 | Presenze                                                                        | 1                                                                               |                                                                                 | Reti                                                                            | 0                                                                               |                                                                                 |

## Palmarès

### Club

#### Competizioni nazionali
- Campionato albanese: 1

Tirana: 2021-2022
- Supercoppa d'Albania: 1

Tirana: 2022
- Campionato azero: 3

Qarabağ: 2022-2023, 2023-2024, 2024-2025

### Individuale
- Calciatore dell'anno (Albania): 1

2022